# Стефан Гавра
Стефан Гавра (умро после 1402) - византијски кнез државе Теодоро на Криму од друге половине 14. века до вероватно 1402. године из династије Гавра. 

## Кратка биографија
Био је син кнеза Василија Гавре. 1391. или 1403. емигрирао је са сином Григоријем у Москву. Тамо су се обојица замонашили у манастиру. Његов син Георгије је основао манастир Симонов у Москви. Руска породица Головин тврдила је да потиче од његових потомака. Стефан је завршио живот у Москви као монах Симон. Други његов син био је следећи владар кнежевине Теодоро - кнез Алексије I Гавра (1402–1434).